# Baptisia cinerea
Baptisia cinerea là một loài thực vật có hoa trong họ Đậu. Loài này được (Raf.) Fernald & B.G.Schub. miêu tả khoa học đầu tiên.